# Дебеонь, Анри
Анри́ Дебео́нь (фр. Henri Debehogne; 30 декабря 1928, Майллен, Валлония — 9 декабря 2007, Уккел) — бельгийский астроном и первооткрыватель астероидов, который работал в королевской обсерватории Бельгии в городе Уккел и специализировался на астрометрии комет и астероидов. В период 1965 по 1994 год им было обнаружено в общей сложности 736 астероидов, в том числе два троянских (6090) 1989 DJ и (65210) 2002 EG.